# Tennōji (Osaka)
Tennōji (jap. 天王寺区 Tennōji-ku) - jedna z 24 dzielnic (区 – ku) w Osace w Japonii.